# Glanssmalbi
Glanssmalbi (Lasioglossum lucidulum) är en biart som först beskrevs av Schenck 1861. Arten ingår i släktet smalbin och familjen vägbin. Inga underarter finns listade i Catalogue of Life.

## Beskrivning
Ett mörkt bi med svagt upphöjd panna och munsköld. Antennerna är mörka men kan vara svagt gula på delar av undersidan. Honan har svaga, vita hårband på sidorna av tergit 2 och 3, medan hanen har spetsen på munskölden, överläppen och käkarna helt eller delvis gula. Även bakersta benparet hos hanen kan ha gula markeringar på skenben och fot. Arten är helt liten, honan blir 4 till 5 mm lång, hanen 4 mm.

## Ekologi
Glanssmalbiet är polylektiskt, det besöker blommande växter från många olika växtfamiljer som exempelvis fingerörter från familjen rosväxter, sandvita från korsblommiga växter, vildmorot från flockblommiga växter samt röllika, gråfibbla och rödklint från korgblommiga växter. det är aktivt från slutet av april eller tidigt i maj till slutet av september. Hanarna börjar dock uppträda först i mitten av juli. Arten förekommer i habitat med sandblandad jord som dyner, gräsmarker, sand-, grus- och lertag, ruderatmark och skogsbryn. Den kan påträffas i både jordbruksområden och samhällen.

### Fortplantning
Arten är solitär, honan bygger ensam larvboet i sandblandad jord och svarar själv för avkommans skötsel, men det är inte ovanligt att flera honor bygger sina bon tillsammans i små kolonier. Bona förses med näring i form av pollen.
Snyltbin som lägger sitt ägg i boets larvceller är svartblodbi (Sphecodes niger) vars hona förstör värdägget eller den nykläckta larven innan hon lägger sitt ägg i larvcellen, och gökbiet Nomada sheppardana, som endast lägger sitt ägg i larvcellen, varefter den nykläckta larven dödar värdägget eller larven. I båda fallen livnär sig sedan den snyltande larven på det insamlade matförrådet.

## Utbredning
Arten förekommer i Europa, Nordafrika och Centralasien från Marocko till Mongoliet i söder och öster, och till 65°N i Finland i norr. I Europa förekommer den från Spanien i sydväst till Grekland i sydöst  och vidare norrut enligt ovan.
I Sverige förekommer arten endast i en skånsk lokal, ett nedlagt, kustnära sandtag i Trelleborgs kommun (funnet 2004). Lokalen är emellertid individrik, och ingen nämnvärd populationsförändring verkar ha skett. På grund av artens obetydlighet (den är mycket liten) utesluter inte Artdatabanken att den kan finnas, oupptäckt, på ett fåtal andra lokaler.
Arten är betydligt vanligare i Finland, där den finns i östra delarna av landet från sydkusten till Norra Savolax, med enstaka fynd upp till Kajanaland.

## Status
IUCN betraktar arten som vanlig och ohotad globalt, och klassificerar den som livskraftig ("LC").
Enligt den svenska rödlistan är arten rödlistad som sårbar ("VU") i Sverige. Främsta orsakerna är dess fragmenterade utbredning (endast en säker lokal) och dess få lokaler..
Glanssmalbiet är klassificerat som livskraftigt ("LC") i Finland.